# يوليوس بروت
يوليوس بروت (بالإنجليزية: Julius Pruitt)‏ هو لاعب كرة قدم أمريكية أمريكي، ولد في 30 ديسمبر 1985 في نيوبورت في الولايات المتحدة.